# عصية زوجية متحملة للقلويات
عصية زوجية متحملة للقلويات (الاسم العلمي: Dyadobacter alkalitolerans) هي نوع من البكتيريا، سلبية الغرام، تتبع جنس عصية زوجية.